# Rytka
Rytka (do 1945 niem. Riether Mühle) – dawna, nieistniejąca dziś osada w województwie zachodniopomorskim, w powiecie polickim w gminie Nowe Warpno, położona w lasach Puszczy Wkrzańskiej na południe od Jeziora Nowowarpieńskiego nad rzeką Myśliborką, włączona w granice Nowego Warpna. Osada usytuowana na granicy polsko-niemieckiej.

## Historia
W XVIII w. powstał tu młyn wodny na Myśliborce należący do Rieth. Młyn działał do 1945 roku.
W czasie II wojny światowej zniszczona, wieś została zajęta pod koniec kwietnia 1945 r. przez wojska radzieckie (2 Front Białoruski – 2 Armia Uderzeniowa) i później oddana pod administrację polską.
W 1945 r. Rytka znalazła się przy samej linii granicznej (ob. znak graniczny nr 885 i 886), nie została zasiedlona ponownie i popadła w całkowitą ruinę.